# 微齒龍占麗魚
微齒龍占麗魚，為輻鰭魚綱鱸形目隆頭魚亞目慈鯛科的其中一種，分布於非洲馬拉威湖南部流域，體長可達14公分，棲息在沙底質淺水域，以水生昆蟲及小型甲殼類為食，生活習性不明，可做為觀賞魚。

## 擴展閱讀
維基物種上的相關：微齒龍占麗魚